# Kanton Chemillé
Chemillé is een voormalig kanton van het Franse departement Maine-et-Loire. Het kanton maakte deel uit van het arrondissement Cholet. 
Aanvankelijk omvatte het kanton 10 gemeenten, maar op 1 januari 2013 fuseerde de hoofdgemeente Chemillé met de aangrenzende gemeente Melay waardoor het aantal gemeenten afnam tot 9. De naam van het kanton bleef echter ongewijzigd.
Op 22 maart 2015 werd het kanton opgeheven. De tot het kanton behorende gemeenten werden toegevoegd aan het nieuwe kanton Chemillé-Melay, dat op 5 maart 2021 werd hernoemd naar kanton Chemillé-en-Anjou.

## Gemeenten
Het kanton Chemillé omvatte de volgende gemeenten:
- Chemillé-Melay (hoofdplaats)
- La Chapelle-Rousselin
- Cossé-d'Anjou
- La Jumellière
- Neuvy-en-Mauges
- Saint-Georges-des-Gardes
- Saint-Lézin
- Sainte-Christine
- La Tourlandry